# Cseh labdarúgó-szövetség
A Cseh labdarúgó-szövetség (csehül: Fotbalová asociace České republiky) Csehország nemzeti labdarúgó-szövetsége. 1901-ben alapították. A szövetség szervezi a Cseh labdarúgó-bajnokságot, valamint a Cseh kupát. Működteti a Cseh labdarúgó-válogatottat, valamint a Cseh női labdarúgó-válogatottat. Székhelye Prágában található.

## Történelme
A történelmi Csehország 1901-ben alapította, majd a politikai változások következtében újra önállóvá válva 1994 jogilag újraalapították. 1907-ben fogadta tagjai közé a Nemzetközi Labdarúgó-szövetség (FIFA), majd 1994-ben megerősítette önálló tagságát. Az egységes állam Csehszlovákia 1954-ben alapító tagja az Európai Labdarúgó-szövetségnek (UEFA), 1994-ben a szétválást követően megerősítette tagságát. Fő feladata a nemzetközi kapcsolatokon kívül, a  Cseh labdarúgó-válogatott férfi és női ágának, a korosztályos válogatottak illetve a nemzeti bajnokság szervezése, irányítása. A működést biztosító bizottságai közül a Játékvezető Bizottság (JB) felelős a játékvezetők utánpótlásáért, elméleti (teszt) és cooper (fizikai) képzéséért.